# دين نيلسن
دين نيلسن (بالإنجليزية: Dane Nielsen)‏ هو لاعب دوري الرغبي نيوزيلندي، ولد في 10 يونيو 1985 في ماكاي في أستراليا.